# Nassa serta
Nassa serta, tên tiếng Anh: sertum rock shell', là một loài ốc biển, là động vật thân mềm chân bụng sống ở biển thuộc họ Nassariidae.

## Miêu tả
Kích thước vỏ ốc khoảng 38 mm và 70 mm

## Phân bố
Loài này phân bố ở Biển Đỏ và ở Ấn Độ Dương dọc theo Chagos, Madagascar, Mauritius và Tanzania; ở Thái Bình Dương dọc theo Hawaii và miền đông Úc.

## Hình ảnh

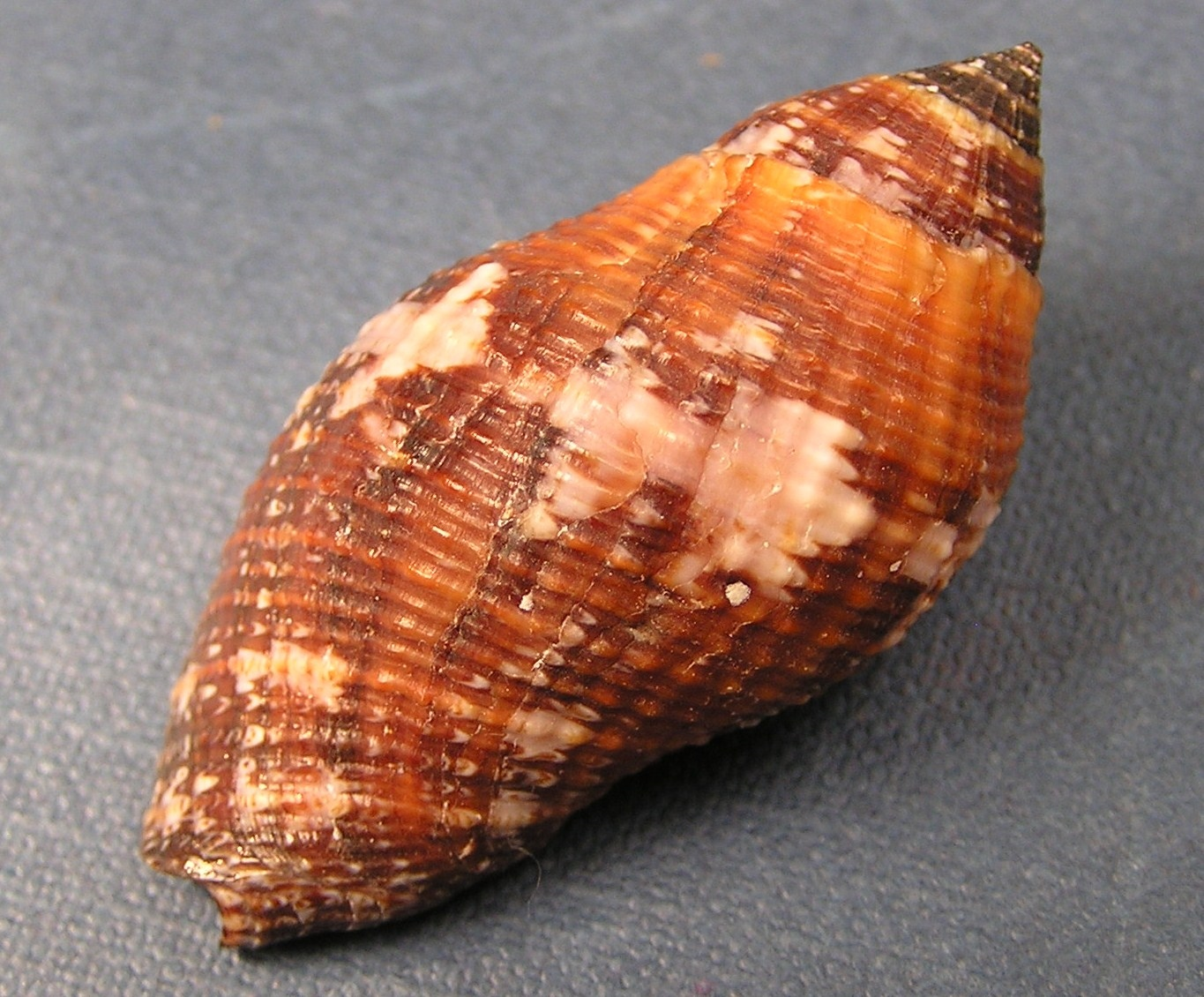